# محوطه میرجمال ۲
محوطه میرجمال ۲ مربوط به سده‌های ۴ تا ۶ ه.ق است و در شهرستان زابل، بخش میانکنگی، ۶۸۰ متری شمال شرق روستای میرجمال واقع شده و این اثر در تاریخ ۲ مرداد ۱۳۸۷ با شمارهٔ ثبت ۲۳۰۵۶ به‌عنوان یکی از آثار ملی ایران به ثبت رسیده است.